# 長湖申航道
長湖申航道是沪浙间一條內河水運航道，经过湖州、苏州、上海三市，并为湖州西部和北部山区水流进入黄浦江的主要通道。長湖申航道西起長興縣小浦合溪，經吳興區、南潯區及江蘇吳江市平望鎮、進入上海境內的西泖河口與蘇申外港線相接，全長145公里，其中浙江段75.1公里。
長湖申航道以太湖為依托，從西部丘陵地區延伸到東部水網地區,被譽為中國的「小萊茵河」，主要运输产品为长兴地区的建材。
目前長湖申航道正在進行航道擴建工程項目。項目批准建設工期為5年(2008年至2012年)。分兩期實施。一期工程於2010年完成，二期工程於2010年7月28日在湖州市八三段羅家浜村正式動工建設，2012年完成。

## 外部連結
- 長湖申航道JPG示意圖[永久]
- 長湖申線湖州段航道擴建工程網站